# VM i floorball for herrer 2000
VM i floorball for herrer 2000 var det tredje verdensmesterskab i floorball for herrerlandshold, arrangeret af IFF. Det blev afholdt i Norge og kampene blev spillet i Drammen, Oslo og Sarpsborg, fra 14. – 21. maj. Der blev både spillet i A-divisionen og B-Divisionen. Der blev først spillet gruppespil, med 4 hold i hver gruppe. Sverige vandt mesterskabet for tredje år i træk.

## B-divisionen
8 lande deltog i B-divisionen, Australien, Estland, Japan, Polen, Storbritannien, Tyskland, Ungarn og Østrig. Der blev først spillet gruppespil, med 4 hold i hver pulje.

### Resultater B-division gruppe C
| Plads | Hold       | Kampe | Sejre | Uafgj. | Tabte | Mål     | Points |
| ----- | ---------- | ----- | ----- | ------ | ----- | ------- | ------ |
| 1     | Tyskland   | 3     | 2     | 0      | 1     | 13 – 6  | 4      |
| 2     | Polen      | 3     | 2     | 0      | 1     | 17 – 11 | 4      |
| 3     | Japan      | 3     | 1     | 0      | 2     | 9 – 17  | 2      |
| 4     | Australien | 3     | 1     | 0      | 2     | 8 – 16  | 2      |

- Tyskland og Polen kvalificerer sig til semifinalerne.

### Resultater B-divisionen gruppe C
| Plads | Hold           | Kampe | Sejre | Uafgj. | Tabte | Mål     | Points |
| ----- | -------------- | ----- | ----- | ------ | ----- | ------- | ------ |
| 1     | Østrig         | 3     | 1     | 2      | 0     | 13 – 8  | 4      |
| 2     | Estland        | 3     | 1     | 2      | 0     | 12 – 7  | 4      |
| 3     | Storbritannien | 3     | 1     | 1      | 1     | 11 – 13 | 3      |
| 4     | Ungarn         | 3     | 0     | 1      | 2     | 9 – 17  | 1      |

- Østrig og Estland kvalificerer sig til semifinalerne.

### Division B Semifinaler
| 19. maj 2000 |

| Tyskland | 3:1 | Estland |
| -------- | --- | ------- |
|          |     |         |

|  |

|  |

| Østrig | 4:3 | Polen |
| ------ | --- | ----- |
|        |     |       |

|  |

### B-Division Finale
| 19. maj 2000 |

| Tyskland | 3:2 | Østrig |
| -------- | --- | ------ |
|          |     |        |

|  |

- Tyskland kvalificerer sig til A-divisionen i 2002

## A-divisionen

### Resultater gruppe A
| 14. maj 2000 |

| Norge | 6:2 | Letland |
| ----- | --- | ------- |
|       |     |         |

|  |

|  |

| Sverige | 3:2 | Danmark |
| ------- | --- | ------- |
|         |     |         |

|  |

| 16. maj 2000 |

| Sverige | 10:1 | Norge |
| ------- | ---- | ----- |
|         |      |       |

|  |

|  |

| Danmark | 3:2 | Letland |
| ------- | --- | ------- |
|         |     |         |

|  |

| 18. maj 2000 |

| Norge | 1:1 | Danmark |
| ----- | --- | ------- |
|       |     |         |

|  |

|  |

| Letland | 2:5 | Sverige |
| ------- | --- | ------- |
|         |     |         |

|  |

### Tabel Gruppe A
| Plads | Hold    | Kampe | Sejre | Uafgj. | Tabte | Mål    | Points |
| ----- | ------- | ----- | ----- | ------ | ----- | ------ | ------ |
| 1     | Sverige | 3     | 3     | 0      | 0     | 18 – 5 | 6      |
| 2     | Danmark | 3     | 1     | 1      | 1     | 6 – 6  | 3      |
| 3     | Norge   | 3     | 1     | 1      | 1     | 8 – 13 | 3      |
| 4     | Letland | 3     | 0     | 0      | 3     | 6 – 14 | 0      |

- Sverige og Danmark kvalificerer sig til semifinalen. Norge kvalificerer sig til kampen om 5. pladsen og Letland kvalificerer sig til kampen om 7. pladsen.

### Resultater gruppe B
| 15. maj 2000 |

| Schweiz | 3:5 | Finland |
| ------- | --- | ------- |
|         |     |         |

|  |

|  |

| Tjekkiet | 5:1 | Rusland |
| -------- | --- | ------- |
|          |     |         |

|  |

| 16. maj 2000 |

| Finland | 10:0 | Rusland |
| ------- | ---- | ------- |
|         |      |         |

|  |

|  |

| Schweiz | 3:2 | Tjekkiet |
| ------- | --- | -------- |
|         |     |          |

|  |

| 18. maj 2000 |

| Tjekkiet | 2:2 | Finland |
| -------- | --- | ------- |
|          |     |         |

|  |

|  |

| Rusland | 1:11 | Schweiz |
| ------- | ---- | ------- |
|         |      |         |

|  |

### Tabel Gruppe B
| Plads | Hold     | Kampe | Sejre | Uafgj. | Tabte | Mål    | Points |
| ----- | -------- | ----- | ----- | ------ | ----- | ------ | ------ |
| 1     | Finland  | 3     | 2     | 1      | 0     | 17 – 5 | 5      |
| 2     | Schweiz  | 3     | 2     | 0      | 1     | 17 – 8 | 4      |
| 3     | Tjekkiet | 3     | 1     | 1      | 1     | 9 – 6  | 3      |
| 4     | Rusland  | 3     | 0     | 0      | 3     | 2 – 26 | 0      |

- Finland og Schweiz kvalificerer sig til semifinalen. Tjekkiet kvalificerer sig til kamp og 5. pladsen og Rusland kvalificerer sig til kamp om 7. pladsen.

### Kamp om 7. pladsen
| 19. maj 2000 |

| Rusland | 4:5 | Letland |
| ------- | --- | ------- |
|         |     |         |

|  |

- Rusland nedrykkes til B-divisionen i 2002

### Kamp om 5. pladsen
| 19. maj 2000 |

| Norge | 5:2 | Tjekkiet |
| ----- | --- | -------- |
|       |     |          |

|  |

### Semifinaler
| 20. maj 2000 |

| Sverige | 8:2 | Schweiz |
| ------- | --- | ------- |
|         |     |         |

|  |

|  |

| Finland | 6:1 | Danmark |
| ------- | --- | ------- |
|         |     |         |

|  |

### Bronzekamp
| 21. maj 2000 |

| Schweiz | 4:2 | Danmark |
| ------- | --- | ------- |
|         |     |         |

|  |

### Finale
| 21. maj 2000 |

| Sverige | 5:3 | Finland |
| ------- | --- | ------- |
|         |     |         |

|  |

## Medaljer
| VM 2000 | Land    |
| ------- | ------- |
| Guld    | Sverige |
| Sølv    | Finland |
| Bronze  | Schweiz |